# ديزموند فيرغسون
ديزموند فيرغسون (22 يوليو 1977 بلانسنغ في الولايات المتحدة - ) (بالإنجليزية: Desmond Ferguson)‏ هو لاعب كرة سلة أمريكي في مركز هجوم صغير الجسم. لعب مع بورتلاند ترايل بلايزرز.

## وصلات خارجية
- ديزموند فيرغسون على موقع إن بي أي (الإنجليزية)
- ديزموند فيرغسون على موقع سبورتس رفرنس (الإنجليزية)
- ديزموند فيرغسون على موقع كرة السلة الأوروبية.كوم (الإنجليزية)
- ديزموند فيرغسون على موقع كلية كرة السلة في سبورتس رفرنس.كوم (الإنجليزية)
- ديزموند فيرغسون على موقع ريلجم (الإنجليزية)
- ديزموند فيرغسون على موقع بروبوليرز (الإنجليزية)
- ديزموند فيرغسون على موقع سبورتس رفرنس (الإنجليزية)